# Rychnov nad Kněžnou
Rychnov nad Kněžnou (tjekkisk udtale: [ˈrɪxnof ˈnat kɲɛʒnou]; tysk: Reichenau an der Knieschna) er en by i regionen Hradec Králové i Tjekkiet, med omkring 11.000 indbyggere. Den historiske bymidte er velbevaret og er beskyttet ved lov som en bymonumentzone.

## Inddeling
Landsbyerne Dlouhá Ves, Jámy, Lipovka, Litohrady, Lokot, Panská Habrová og Roveň er administrative dele af Rychnov nad Kněžnou.

## Geografi
Rychnov nad Kněžnou ligger i Ørnebjergenes udløbere ved floden Kněžná. Nabolandsbyerne er Skuhrov nad Bělou i nord, Liberk i nordøst, Rokytnice v Orlických horách i øst, Žamberk i sydøst, Vamberk og Doudleby mod syd, Kostelec nad Orlicí og Častolovice mod sydvest, Třebešov mod vest og Solnice og Černíkovice mod nordvest.

## Historie
Den første skriftlige omtale af Rychnov nad Kněžnou er fra 1. februar 1258 i et skøde af Ottokar 2. af Bøhmen, hvor Heřman af Rychnov blev nævnt. I 1561 blev Rychnov forfremmet til en kongeby af Ferdinand 1. Rådhuset i Rychnov blev først dokumenteret i 1596.
I 1640 blev Rychnov-godset købt af Kolowrat-familien. Under Trediveårskrigen blev byen hårdt beskadiget. I 1676 lod František Karel 1. Kolowrat bygge et nyt slot her. Slottet blev gradvist udvidet af andre familiemedlemmer.
Indtil 1918 var byen en del af Østrig-Ungarn og leder af Reichenau- distriktet, et af de 94 Bezirkshauptmannschaften i Bøhmen.
I 1950 blev flere kommuner sluttet til Rychnov nad Kněžnou. Den 1. januar 1990 blev fire dele af Rychnov nad Kněžnou til tre separate kommuner (Jahodov, Lukavice og Synkov-Slemeno).

## Transport
Rychnov nad Kněžnou er udgangspunktet for en kort jernbanelinje af lokal betydning på vej til Častolovice.

## Seværdigheder
Rychnov nad Kněžnou er kendt for det barokke Kolowrats slot, der rummer en rig samling af kunst og bøger, og den omfatter museet og galleriet i Orlické-bjergene og en slotspark. Kirken ved siden af slottet er en treninghedskirke som er kendt for landets tredjestørste klokke. Kirken bruges til religiøse og kulturelle formål.
Den historiske bykerne er dannet af Staré-pladsen. Det omfatter bevarede borgerhuse og det nyklassicistiske tidligere rådhus fra 1802-1804, der i dag fungerer som turistinformationscenter. I nærheden af pladsen ligger kirken Sankt Gall, som blev bygget i slutningen af det 13. århundrede og repareret i pseudo-gotisk stil i 1893. Klokketårnet blev bygget i 1870–1871 i pseudo-romansk stil. 
Den tidligere synagoge indeholder mindesmærke for skribenten Karel Poláček, og et jødisk museum.